# 박근백

## 박근백은SBS공채 8기개그맨이다.
박근백은 대한민국의 개그맨이자 배우로, 방송, 영화, 뮤지컬, 연극 등 다양한 분야에서 활약하고 있다. SBS의 대표 개그 프로그램 웃찾사를 통해 대중에게 얼굴을 알렸으며, 이후 무대와 스크린을 넘나드는 연기 활동뿐만 아니라 다양한 행사와 축제의 사회자로도 활발히 활동 중이다.

## 학력
- 천안고등학교 45회 졸업
- 백석대학교 법정학부 경찰행정학과 졸업

## 수상내역
제26회 대한민국문화연예대상 개그맨 우수상

## 활동 내역

### 텔레비전
- 《웃음을 찾는 사람들》 (SBS) – 개그 프로그램 출연
  - 코너: 《육아일기》, 《우리형》, 《퐁퐁퐁》, 《이야》
- 《코미디에 빠지다》 (MBC) – 개그 프로그램 출연
  - 코너: 《친절한보규씨》, 《편견제로》
- 《뷰티풀라이프 4U》 (평화방송) – '박근백이 간다' 코너 진행
- 《1학년 여름방학생활》 (EBS) – '알랑이' 역 출연
- 《코코아》 (TV조선) – 개그 프로그램 출연
  - 코너: 《불량주부》

- 《냄새를 보는 소녀》 (SBS) – 드라마 출연
- 《솔로몬의 선택》 (SBS) – 시사/토론 프로그램  출연

### 영화
《남쪽으로 튀어》 – 조연 출연

### 뮤지컬
- 《프리즌》 – 출연

- 《천 번째 남자》 – 출연

### 연극
- 《코레아우라》 – 출연

- 《덕률풍 의암》 – 출연

### 대학로 개그 공연 출연
- 《G-1》
- 《ZAM》
- 《귀곡산장》